# Pentace perakensis
Pentace perakensis é uma espécie de angiospérmica da família Tiliaceae.
Apenas pode ser encontrada no seguinte país: Malásia.
Está ameaçada por perda de habitat.